# После работы
«После работы» (англ. After Hours) — фильм Мартина Скорсезе в жанре чёрного юмора. Приз за лучшую режиссуру на Каннском кинофестивале 1986 года.

## Сюжет
После скучного рабочего дня Пол Хакетт, специалист по компьютерным данным, встречает Марси Франклин в местном кафе в Нью-Йорке. Марси говорит ему, что живёт со скульпторшей по имени Кики Бриджес, которая делает и продает пресс-папье из гипса, напоминающее рогалики со сливочным сыром, и оставляет ему свой номер телефона. Позже ночью, позвонив по номеру под предлогом покупки пресс-папье, Пол берет такси до квартиры. По дороге его 20-долларовая купюра вылетает из окна кабины, и у него остается лишь небольшая сумма. В квартире Пол встречает Кики, которая работает над скульптурой съежившегося и кричащего мужчины, и во время визита натыкается на несколько улик, свидетельствующих о том, что Марси обезображена ожогами. В результате этого намека и странного поведения Марси Пол внезапно выскальзывает из квартиры.
Пол пытается вернуться домой на метро, но ровно в полночь стоимость проезда увеличивается. Он идет в бар, где официантка Джули сразу же влюбляется в него. В баре Пол узнает, что по соседству произошла серия краж со взломом. Бармен Том Шорр предлагает Полу денег на жетон метро, но не может открыть кассу. Они обмениваются ключами, чтобы Пол мог пойти к Тому домой за ключом от кассы. В доме Тома местные жители видят чужака и принимают Пола за грабителя. Едва ускользнув от них, Пол замечает двух настоящих грабителей, Нила и Пепе, грузящих в свой автомобиль ту самую мужскую скульптуру, над которой пработала Кики. Пол окрикивает их, те пугаются и уезжают, уронив при этом скульптуру.
Когда Пол возвращает скульптуру в квартиру Кики и Марси, Кики (к которой пришёл мужчина по имени Хорст) требует, чтобы он извинился перед Марси. Однако, когда он пытается это сделать, он обнаруживает, что Марси покончила жизнь самоубийством, а Кики и Хорст уже ушли в место под названием Club Berlin. Пол звонит в полицию и сообщает о смерти Марси, и тут вспоминает, что должен был вернуть ключи Тому.
Пол пытается вернуться в бар Тома, но обнаруживает табличку, указывающую, что Том вернется через полчаса. Пол снова встречает официантку Джули на улице, и она приглашает его к себе в квартиру, чтобы дождаться Тома, где Пола нервирует её странное поведение. Затем он возвращается в бар Тома, но в этот момент Тому звонят и сообщают о самоубийстве его девушки — которую, оказывается, звали Марси. Пол решает вернуться в квартиру Джули, где она начинает рисовать его портрет, пока они разговаривают. В конце концов, Пол отвергает ухаживания Джули и уходит. В поисках Кики и Хорста, чтобы сообщить им о самоубийстве Марси, он заходит в клуб «Берлин», где группа панков пытается побрить его голову до состояния ирокеза (при этом звучит песня «Pay to Cum» хардкор-панк-группы Bad Brains). Едва сбежав, Пол встречает Гейл, водительницу грузовика с мороженым, которая поначалу заигрывает с ним, затем предлагает подвезти на грузовике домой, но в конце концов видит некое объявление, зовёт местных жителей, и те безжалостно преследуют его.
Пол встречает мужчину, которого просит о помощи, и мужчина предполагает, что Пол ищет гей-свидания. Исповедавшись перед ним, Пол случайно снова находит Тома, но толпа (с помощью Джули, Гейл и грузовика Гейл Мистер Софти) преследует Пола. Пол обнаруживает, что в качестве мести за его отказ Джули использовала его изображение в объявлении о розыске, где он назван грабителем. В конечном итоге он ищет убежища в клубе «Берлин». Пол использует свою последнюю монету, чтобы поставить песню «Это все что есть?» Пегги Ли и приглашает на танец женщину по имени Джун. Пол объясняет, что его преследуют, и Джун, тоже скульптор, живущая в подвале клуба, предлагает ему помочь. Она защищает его, обливая его гипсом, чтобы замаскировать под скульптуру, пока толпа ищет в клубе Пола. Однако она не выпускает его из гипса даже после того, как толпа уходит, и он в конечном итоге затвердевает, запирая Пола в позе, напоминающей скульптуру Кики. Затем в её студию проникают грабители Нил и Пепе, и крадут его, поместив скульптуру в заднюю часть своего фургона. Пол выпадает из фургона прямо у ворот своего офисного здания на восходе солнца. Он отряхивается и идёт к своему рабочему столу, в то время как к другим столам подходят другие сотрудники, на чём фильм и завершается.

## В ролях
| Актёр            | Роль                      |
| ---------------- | ------------------------- |
| Гриффин Данн     | Пол Хэкетт                |
| Розанна Аркетт   | Марси Франклин            |
| Верна Блум       | Джун                      |
| Томми Чонг       | Пепе                      |
| Линда Фиорентино | Кики Бриджес              |
| Тери Гарр        | Джули                     |
| Джон Хёрд        | бармен Том Шорр           |
| Чич Марин        | Нил                       |
| Кэтрин О’Хара    | Гейл                      |
| Дик Миллер       | официант в закусочной Пит |
| Уилл Паттон      | Хорст                     |
| Бронсон Пинчот   | Ллойд                     |
| Виктор Арго      | кассир в закусочной       |

## Награды и номинации
| Год  | Премия                 | Категория                                                           | Имя                                           | Результат |
| ---- | ---------------------- | ------------------------------------------------------------------- | --------------------------------------------- | --------- |
| 1986 | BAFTA Film Award       | Лучшая женская роль второго плана                                   | Розанна Аркетт                                | Номинация |
| 1986 | Каннский кинофестиваль | Приз за лучшую режиссуру                                            | Мартин Скорсезе                               | Победа    |
| 1986 | Каннский кинофестиваль | Золотая пальмовая ветвь                                             | Мартин Скорсезе                               | Номинация |
| 1986 | Сезар                  | Лучший фильм на иностранном языке                                   | Мартин Скорсезе                               | Номинация |
| 1985 | Золотой глобус         | Премия «Золотой глобус» за лучшую мужскую роль — комедия или мюзикл | Гриффин Данн                                  | Номинация |
| 1986 | Независимый дух        | Лучшая режиссура                                                    | Мартин Скорсезе                               | Победа    |
| 1986 | Независимый дух        | Best Feature                                                        | Роберт Ф. Колсберри Гриффин Данн Эми Робинсон | Победа    |
| 1986 | Независимый дух        | Лучшая операторская работа                                          | Михаэль Балльхаус                             | Номинация |
| 1986 | Независимый дух        | Лучшая женская роль                                                 | Розанна Аркетт                                | Номинация |
| 1986 | Независимый дух        | Лучший сценарий                                                     | Джозеф Минион                                 | Номинация |